# August Stärcke
August Stärcke (geboren 12. August 1880 in Amsterdam; gestorben 16. September 1954 in Den Dolder, Zeist) war ein niederländischer Psychiater und Psychoanalytiker.

## Leben
August Stärckes Vater war Buchhalter, sein Großvater war als Handwerker aus Deutschland in die Niederlande gezogen. Stärckes Bruder Johan Stärcke übersetzte 1913 Sigmund Freuds Traumdeutung ins Niederländische, er starb bereits 1917. Stärcke war schulisch begabt, übersprang eine Schulklasse und schloss das Medizinstudium mit 21 Jahren ab. Er studierte Psychiatrie und Neurologie bei Cornelis Winkler und Johannes Wertheim Salomonson. Er arbeitete vier Jahre in der Psychiatrie in Zutphen und danach für ein Jahr als Privatarzt einer Superreichen auf deren Anwesen. Mit 28 Jahren heiratete er die Tochter eines Landarztes. Ab 1910 war er in der Heilanstalt Willem Arntsz Stichting in Den Dolder als Psychiater angestellt, wo er auch nach seiner Erkrankung und Pensionierung im Jahr 1940 bis zu seinem Lebensende wohnen blieb.
Nach der Lektüre von Otto Weiningers Geschlecht und Charakter und Sigmund Freuds Die Traumdeutung um 1905 war Stärckes Interesse an der Psychoanalyse geweckt, wobei er selbst keine Ausbildung und auch keine Lehranalyse durchlief. Im Jahr 1911 veröffentlichte er seinen ersten Beitrag im Zentralblatt für Psychoanalyse, dem annähernd 20 Artikel in psychoanalytischen Zeitschriften folgten. Stärcke war zwischen 1911 und 1917 Mitglied der Wiener Psychoanalytischen Vereinigung (WPV). Er übersetzte 1914 Freuds Aufsatz Die „kulturelle“ Sexualmoral und die moderne Nervosität ins Niederländische. Für seine Schrift Psychoanalyse und Psychiatrie 1921 erhielt er einen Freud-Preis. Die Niederländische Psychoanalytische Gesellschaft ernannte ihn zum Ehrenmitglied. In den letzten zehn Lebensjahren widmete er sich der Entomologie und befasste sich mit Käfern, Ameisen und Hautflüglern.

## Schriften (Auswahl)
- Psychoanalyse und Psychiatrie. Leipzig : Internationaler Psychoanalytischer Verlag, 1921 (Internationale Zeitschrift für Psychoanalyse / Beiheft ; 4)
- Der Kastrationskomplex. Internationale Zeitschrift für Psychoanalyse, Jg. 7, Leipzig 1921, S. 9–32
- De weg terug : psycho-analyse en aesthetiek : voordracht in verkorten vorm gehouden op het tweede kongres voor moderne kunst te Antwerpen, Januari 1922. Baarn : Hollandia, 1922
- Schuld en straf. Amsterdam : Van Rossen, 1932
- Das Gewissen und die Wiederholung. Internationale Zeitschrift für Psychoanalyse, Jg. 15, Leipzig 1929, S. 222–230
- Die Rolle der analen und oralen Quantitäten im Verfolgungswahn und analogen Systemgedanken. Internationale Zeitschrift für Psychoanalyse, Jg. 21, Leipzig 1935, S. 5–22